# Šestilo
Šestílo je pripomoček za risanje, ki v osnovi omogoča konstruiranje krožnic, z njim pa si lahko pomagamo tudi pri konstruiranju drugih geometrijskih objektov. Sestavljeno je iz dveh povezanih krakov, ki se navadno simetrično odmikata.
Šestilo ima navadno eno konico kovinsko, drugo pa iz grafita. Namesto grafitne konice se lahko (na nekatera šestila) montira nastavek za risanje z tušem. Če ga uporabljamo za merjenje razdalj (denimo na zemljevidu, ali za risanje na druge materiale (npr. v strojništvu na kovino), ima lahko obe konici kovinski. 
Šestilo je skupaj z ravnilom temeljno orodje za natančne geometrijske konstrukcije.
Njegovo ime izhaja iz lastnosti, da lahko z njim krožnico z znanim polmerom razdelimo na šest delov.